# Collotheca thunmarki
Collotheca thunmarki är en hjuldjursart som beskrevs av Berzinš 1951. Collotheca thunmarki ingår i släktet Collotheca och familjen Collothecidae. Inga underarter finns listade i Catalogue of Life.